# Discord (ラジオ番組)
discord（ディスコード）はTOKYO FM系列全国ネットのラジオ番組。パーソナリティは鹿野淳。2006年4月2日から2009年3月28日まで放送された番組。放送時間、ネット局などが時期によって異なるのでそれぞれの項を参照のこと。

## 番組概要
毎週、多彩なアーティストを招き、摩擦を起こしながら、徹底的に時代の音を追求していく変えていく番組。それがdiscord。

## 書籍「discord」
discord
価格1,575円(税込)、296ページの記憶本。TOKYO FM出版刊、2007年12月8日発売。

パーソナリティ鹿野淳（音楽雑誌『MUSICA』編集長）が毎週ミュージシャンをゲストに迎え、熱いトークで摩擦＝discordを起こす、音楽プログラム『discord（ディスコード）』。過去2年半の放送から、20組のミュージシャンとの「摩擦トーク」を厳選、一冊にまとめた濃密トーク本である。

## 放送時間と放送局
- 2006.04 - 2007.09:日曜22:00 - 22:55（JST）TOKYO FMローカル
- 2007.10 - 2008.03:日曜23:30 - 23:55（同）JFN38局ネット
- 2008.04 - 2009.03:土曜24:00 - 24:30（同）TOKYO FMローカル

※2007年10月からは当番組の放送時間が55分から30分番組に縮小された。

## 提供
- TOSHIBA （放送開始から2007年9月） TOKYO FMローカル放送のみ